# Anne L'Huillier
Anne L'Huillier (París, 16 de agosto de 1958) es una física francesa, actualmente profesora de física atómica en la Universidad de Lund, en Suecia. En 2011 recibió  el premio L'Oréal-Unesco a Mujeres en Ciencia por sus trabajos sobre el desarrollo de una cámara fotográfica de una extrema rapidez que puede grabar los movimientos de los electrones en un attosegundo y en 2023 fue galardonada, junto con Pierre Agostini y Ferenc Krausz, con el Premio Nobel de Física. Dicha investigación -reconocida con el Premio Nobel ha abierto la posibilidad a contemplar fenómenos de la naturaleza anteriormente inalcanzables para la percepción humana.

## Carrera
Anne L'Huillier nació en París en 1958. Obtuvo un máster en ciencias en física teórica y matemáticas, pero cambió para su doctorado física experimental en el Commissariat à l'énergie atomique et aux énergies alternatives (CEA) en la sede del Saclay. Su tesis versó sobre la ionización múltiple en campos láser de alta intensidad.
Como estudiante posdoctoral, estuvo en Gotemburgo, Suecia, y Los Ángeles, Estados Unidos. A partir de 1986, trabajó de forma permanente en el CEA París-Saclay. En 1992, participó en un experimento pionero en Lund con un láser de estado sólido de titanio-zafiro para pulsos de femtosegundo en Europa. En 1994 se trasladó a Suecia, donde trabajó en la Universidad de Lund como profesora en 1995 y como catedrática en 1997.

## Premios
- Miembro de la Real Academia de las Ciencias de Suecia en física desde 2004.
- Ha formado parte del comité Nobel de físico en 2010.
- Legión de Honor en 2011.[9]
- Premio L'Oréal-UNESCO a Mujeres en Ciencia en 2011.
- Miembro de la Academia real de Suecia en Ciencias de la ingeniera en 2012.
- Condecora Blaise Pascal de la Academia europea de las ciencias en física en 2013.
- Doctor honoris causó, Universidad Pierre y Marie Curie (UPMC).[10]
- Zeiss Research Award en 2013.[11]
- Premio Fundación BBVA Fronteras del Conocimiento en 2022.[12]
- Premio Nobel de Física en 2023.[4]
- Premio Wolf en Física en 2022.[13]